# Rue Van Ysendyck
Pour les articles homonymes, voir Van Ysendyck.
La rue Van Ysendyck (en néerlandais : Van Ysendyckstraat) est une rue bruxelloise de la commune de Schaerbeek qui forme une petite place au carrefour de l'avenue Voltaire et de la chaussée de Helmet.

## Histoire et description
La rue porte le nom d'un architecte belge, Jules-Jacques Van Ysendyck, né à Paris le 17 octobre 1836 et décédé à Uccle le 17 mars 1901.
La numérotation des habitations va de 6 à 54 et ne compte que des numéros pairs. Le côté gauche de la rue, n'est pas bâti mais comprend une plaine de jeux et un fritkot typiquement bruxellois Les Big Moustaches. Cet espace est nommé place Van Ysendyck.